# فرانسيسكو جافازي
فرانسيسكو جافازي (بالإيطالية: Francesco Gavazzi)‏ (و. 1984  م) هو راكب دراجة هوائية، من إيطاليا، شارك في طواف إسبانيا، وسباق طواف فرنسا 2013، وطواف فرنسا، وسباق طواف فرنسا 2010.

## سباقات أو مراحل فاز بها
| التاريخ        | السباق                                              | المركز                      |
| -------------- | --------------------------------------------------- | --------------------------- |
| 16 يوليو 2006  | 2006 European Road Cycling Championships Men U23 RR |                             |
| 28 أكتوبر 2007 | كأس اليابان للدراجات 2007                           |                             |
| 20 سبتمبر 2008 | طواف بولندا 2008                                    | الخامس في التصنيف العام     |
| 01 يناير 2009  | غران بيمونتي 2009                                   |                             |
| 21 مارس 2009   | ميلان-سان ريمو 2009                                 | المرتبة 17 في التصنيف العام |
| 11 أبريل 2009  | طواف إقليم الباسك 2009                              | التاسع في تصنيف النقاط      |
| 08 أغسطس 2009  | طواف بولندا 2009                                    | العاشر في التصنيف العام     |
| 25 أغسطس 2009  | طواف إينكو 2009                                     | الثالث في تصنيف النقاط      |
| 06 سبتمبر 2009 | 2009 Giro della Romagna                             |                             |
| 20 فبراير 2010 | تروفيو لايقويليا 2010                               |                             |
| 16 مارس 2010   | تيرينو ادرياتيكو 2010                               | العاشر في التصنيف العام     |
| 18 أغسطس 2010  | 2010 Coppa Ugo Agostoni                             |                             |
| 01 يناير 2014  | تروفيو سيرا دي ترامونتانا 2014                      |                             |
| 19 فبراير 2015 | تروفيو لايقويليا 2015                               |                             |
| 01 مارس 2015   | غران بريمو دي لوغانو 2015                           |                             |
| 17 أبريل 2016  | جيرو أبنينس 2016                                    |                             |
| 17 سبتمبر 2016 | ميموريال ماركو بانتاني 2016                         | الأول في التصنيف العام      |
| 13 سبتمبر 2017 | كأس أوغو أغوستيني 2017                              |                             |
| 22 سبتمبر 2018 | ميموريال ماركو بانتاني 2018                         |                             |

## روابط خارجية
- فرانسيسكو جافازي على موقع الاتحاد الدولي للدراجات (الإنجليزية)
- فرانسيسكو جافازي على موقع أرشيف الدراجات (الإنجليزية)
- فرانسيسكو جافازي على موقع إحصائيات الدراجات الإحترافية (الإنجليزية)
- فرانسيسكو جافازي على موقع نسبة الدراجات (الإنجليزية)
- فرانسيسكو جافازي على موقع CycleBase (الإنجليزية)